# Leioanthum
Leioanthum is een monotypisch geslacht uit de orchideeënfamilie. Het bestaat uit één soort die wordt ingedeeld in de onderfamilie Epidendroideae. Het geslacht is afgesplitst van Dendrobium.
Leioanthum bifalce is een kleine epifytische orchidee van warme, vochtige rivier- en kustregenwouden, die voorkomt op de Molukken, Nieuw-Guinea, de Salomonseilanden, de Kleine Soenda-eilanden, de Bismarck-archipel en Queensland (Noord-Australië). De plant heeft korte, gesegmenteerde, aan de top verdikte bloemstengels, elliptische, leerachtige bladeren en een korte, cilindrische, zijstandige tros met enkele tot vele  vlezige, groene, gele en bruine bloempjes.

## Naamgeving enetymologie
- Synoniem: Leioanthum Sw. sect. Latouria

De botanische naam Leioanthum is waarschijnlijk een samenstelling van Oudgrieks λεῖος, leios (glad) en ἄνθος, anthos (bloem).

## Taxonomie
Leioanthum is in 2002 van Dendrobium sect. Latouria afgesplitst door Clements en Jones
.
Het geslacht telt in de meest recent geaccepteerde taxonomie één soort.

### Soortenlijst
- Leioanthum bifalce (Lindl.) M.A. Clements & D.L. Jones (2002)